# Чжишань (станция метро)
«Чжишань» (англ. Zhishan; кит. 芝山) — станция линии Даньшуй Тайбэйского метрополитена. Станция открыта 28 марта 1997 года в составе первого участка линии Даньшуй. Расположена между станциями «Миндэ» и «Шилинь». Находится на территории района Шилинь в Тайбэе.

## Техническая характеристика
Станция «Чжишань» — эстакадная с островной платформой. На станции есть один выход, оборудованный эскалаторами. В центре зала работает лифт для пожилых людей и инвалидов. 10 ноября 2016 года на станции были установлены автоматические платформенные ворота.

## Близлежащие достопримечательности
Недалеко от станции находятся фортификационные сооружения Чжишань, храм Хуэйцзи и парк Чжишань.